# Spătărei, Teleorman
Spătărei este un sat în comuna Furculești din județul Teleorman, Muntenia, România.

## Istorie
Populația bulgară de vest, originară mai precis din Orehovița și Slavovița regiunea Plevna, s-a stabilit aici în valuri. Există, de exemplu, date privind migrația în 1810, 1828 și 1829. În Registrul de evidență al populației din 1838 se înregistrează prezența a 29 de gospodării „sârbești” (bulgarii din Țările Române erau înregistrați drept sârbi în documentele vremii). La sfârșitul secolului al XIX-lea satul avea 1.137 de locuitori, în principal bulgari, care și-au păstrat limba și tradițiile. Gustav Weigand a vizitat satul în 1898 și l-a inclus ulterior în atlasul său ca localitate cu populație bulgară. În 1908, S. Romanski a găsit 300 de familii, predominant bulgare.